# Chaussons anti-verrues
 (avril 2014).
Si vous disposez d'ouvrages ou d'articles de référence ou si vous connaissez des sites web de qualité traitant du thème abordé ici, merci de compléter l'article en donnant les références utiles à sa vérifiabilité et en les liant à la section « Notes et références ».

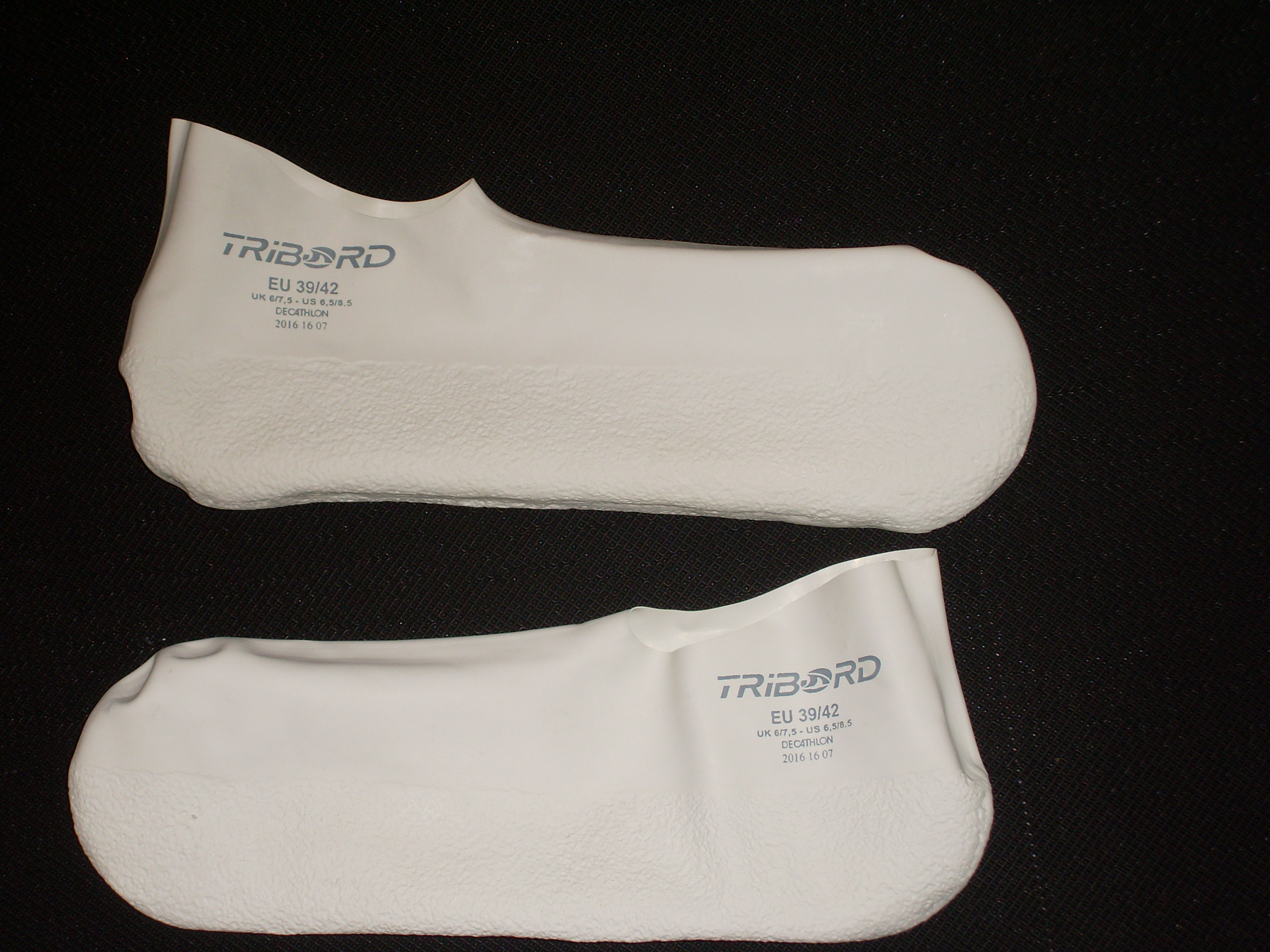
Paire de chaussons anti-verrues.

Les chaussons anti-verrues ou chaussons de piscine sont des chaussettes en latex utilisées en natation par mesure d'hygiène dans le but supposé de protéger les pieds des verrues et d'autres infections qui peuvent être contractées par contact avec le sol des piscines.

## Caractéristiques
Les chaussettes anti-verrues sont extensibles et antidérapantes (grâce à des picots installés sous la plante), elles peuvent contenir du silicone pour un meilleur confort. Cet article est fabriqué par plusieurs marques de matériel sportif.
Contrairement aux chaussettes, chaque pied a son propre chausson. Les chaussons anti-verrues reprennent les tailles des chaussettes.

## Utilisation
Les chaussons sont enfilés dès la sortie des vestiaires et peuvent être portés dans l'eau et au bord des piscines[réf. nécessaire].
Les chaussons anti-verrues isolent les pieds du sol[réf. nécessaire]. Ils sont portés par les nageurs aux pieds sensibles et les enfants[réf. nécessaire]. Ils protègeraient des infections classiquement transmissibles à la piscine[réf. nécessaire]. Cependant, il n'existe aucune preuve de cet effet.

## Entretien
Comme tout matériel en latex, les chaussons anti-verrues doivent être lavées après chaque utilisation et doivent être conservés en milieux secs (et non pas humide comme on pourrait le croire). 